# Джадав Паєнг
Джадав Паєнг (нар. 31 жовтня 1959) (асс. যাদৱ পায়েং, прізвисько «Молай») — мішингський лісник з індійського міста Джорхат. Протягом кількох десятиліть він висаджував дерева на березі річки Брахмапутра та доглядав за ними, перетворивши безплідну ділянку на ліс, який назвали на його честь — ліс Молая. Цей ліс займає близько 550 гектарів. 2015 року його нагородили четвертою за рангом нагородою Індії Падма Шрі.

## Кар'єра
У 1979 році шістнадцятирічний Паєнг після повені знайшов на березі рептилій, що загинули через відсутність дерев. Він почав садити дерева в 1980 році, коли департамент лісу району Голагхат запустив проект висадки 200 гектарів лісу на пустельному острівці Аруна-Чапора, розташованому за п'ять кілометрів від села Кокіламукх в окрузі Джорхат. Молай брав участь у цьому проекті протягом усіх років, а після закінчення залишився там жити, наглядаючи за лісом і саджаючи дерева.
У лісі Молая живуть бенгальські тигри, індійські носороги, більше як сто оленів і кроликів, а також безліч мавп і птахів, включаючи стерв'ятників. Стадо слонів зі ста особин щорічно проводить в лісі близько півроку, за час існування лісу слони народили там понад десять дитинчат. Браконьєри намагалися полювати на носорогів, що живуть у лісі, але Молай повідомив про них владу, і лісники знищили пастки, що їх розставили браконьєри.
У лісі росте кілька десятків тисяч дерев, включаючи кукубху, бомбакс карликовий, Archidendron bigeminum, альбіцію високу, вогняне дерево, лагерстремію Банабу і бамбук, який охоплює площу більш ніж 300 гектарів.
Зусилля Джадава стали відомі владі 2008 року, коли департамент лісу відправив фахівців розшукувати стадо слонів зі 115 голів, яке сховалося в тій місцевості після того, як завдало шкоди селу Аруна-Чапора, розташованому за півтора кілометри від лісу. Виявивши ліс, працівники лісового департаменту почали регулярно його відвідувати.
Своїм наступним завданням Молай вбачає висаджування лісу на іншому піщаному барі Брахмапутри.

## Нагороди
Падма Шрі

## Відеографія
26 жовтня 2013 року вийшов фільм Forest Man канадського режисера Вільяма Дугласа МакМастера, який зібрав 8 327 доларів через сайт kickstarter.